# 実況パワフルプロ野球6
『実況パワフルプロ野球6』（じっきょうパワフルプロやきゅうシックス）は1999年3月25日にコナミ（現・コナミデジタルエンタテインメント）から発売されたNINTENDO 64用の野球ゲームである。

## 概要
NINTENDO 64におけるパワプロの3作目。売り上げはNINTENDO64のサードパーティーのソフトでは最高の記録である。なお隠しコマンドを入力することで当時のヤクルトスワローズの新ビジター用ユニフォームが登場する（コマンド入力に成功するとモード選択画面のパワプロ6の表示が「パワプロ6'」となる）。

## 主な変更点
- サクセスのボリュームの増加。
- 野球部分での様々な改善。
- 調子による影響が大きくなった。
- 「ドラマティックペナント」モードが初めて搭載される。

## モード説明
- 対戦

内容は、今までのシリーズ同様。
- ペナント

通常のペナントモードとドラマティックペナントがある。後述にて説明。
- シナリオ

1998年のプロ野球の試合から選ばれた各チームのシチュエーションから勝利を目指す。前年38年ぶりの日本一を決めた横浜ベイスターズ絡みの試合が多い。
- サクセス

詳しい内容は、後述にて説明。
- リーグ

内容は、今までのシリーズ同様。
- キャンプ

練習モード。今作から打撃練習で、実在投手（サクセスで育成した選手を含む）を打撃投手として投げさせる事が可能になった。
- アレンジ

登録出来るアレンジチームが8チームから12チームに増加された。
- ホームラン競争

'98開幕版・決定版から登場したモード。サクセスで育成した選手を含めた1選手か3選手を選んで、10球（3選手を選んだ場合は1選手につき3球ずつ、計9球）の内、何本ホームランを打てるか、どれくらい飛ばしたかを競う。10球（9球）全てホームランを打つと、実在するプロ野球選手またはサクセスに登場した選手が手に入る。
- データあれこれ

選手のコピー、消去やGB版『パワプロクンポケット』からの移植などをするモード。64GBパックを使用した選手移動も可能。
- サウンド

実況やウグイス譲による場内アナウンス、審判の声の調整と、音声出力のステレオ・モノラルを設定するモード。

## サクセスモード
サクセスモードの概要については実況パワフルプロ野球 サクセスモードを参照。
今回は大学野球編。プレイできる学校は全く内容の異なる大学6種類と、『パワプロ7』・『パワプロ2010』で「ほとんど内容が一緒のものが12種類用意された」という以外（『パワメジャ』でチームとシステムの合計10種類）、『パワポタ4』時点でこれより多い数字は出ていない。大学は4年間あるが、パワプロで伝統的に使われている「3年制」を採用しているため、2年生4月の時点からストーリーが始まる。
お金の概念があり、(低確率で親父リストライベントが発生する事があるが、その際親父再就職イベントが発生するまで親からの仕送りもストップする)生活費を主人公が負担するために選んだ大学の種類によってはアルバイトをしつつ野球をしていかなくてはならないが、主人公がアイテムを買うためのショップなどは用意されていない。
他の作品にない要素として、保険に入ることができる。保険に入ると月に幾分かの保険料がかかるが、怪我をした際にお金を受け取ったり、失った能力を取り戻すことができる。
サクセス中にセーブせずに終了すると、データが自動的に消去されてしまうようになった。
本作のシナリオは、『パワプロワールド』（パワプロシリーズのiアプリ版）、『パワプロ サクセス・レジェンズ』の「大学野球編」にも収録されている。
サクセス・レジェンズでの主な変更点
- 交通事故イベントは廃止された。
- 対戦相手として登場する熱血大学に黒木を初めとした固有勧誘キャラクターが全員登録されている。一方捕手の黒木は登場しない。
- 合宿中に病気を治せなくなった。
- 投手初期能力で球速が全大学共通で127～132km/hとなり、同時にピンチ○が無くなり、対ピンチ2が出るようになった。
- するめ大学のサダメナインが全員固有選手になった。
- ミートが8段階からパワプロ13以降の15段階になり、野手初期能力でミートＦ(15段階で5)で走肩守の合計14が基準となった。
- エラー回避が可視化された。
- 練習時、ポイントが入る前にケガをするようになった。
- 走力を上げるための経験点が敏捷・技術ポイントから筋力・敏捷ポイントに変更された。
- 虫歯の時に試合でも筋力が入らなくなった。
- 非キャプテン時は走塁がオートとなり、スリーベースヒットが難しくなった。
- 6点差以上でも相手チームの守備レベルが変わらない。
- 合宿での練習で得られるポイントが増えた。
- キャプテンになった時、地区大会でも選手を全員操作できるようになった。
- 試合時にスコアなどの画面から各選手の細かい能力が確認やミート、パワー、走力が表示されるようになった。

### 試合
この項目はするめ大学以外に共通するものである。するめ大学については該当項目を参照のこと。
キャプテンになると試合の終盤は選手全員を操作しなくてはならないというのがパワプロシリーズのサクセスでの掟だが、この作品ではキャプテンになっても全国大会は全員操作で、地区大会は努力主義といわれるあかつき大学でさえ自分の操作のみである（前述の通り『サクセス・レジェンズ』では地区大会でも全員操作可能）。コンピュータのレベルの関係上ほとんどのピッチャーは直球を使ってくるため難易度は高くないが、『サクセス・レジェンズ』の非キャプテン時も含め全員操作ではないのでいくらプレイヤーが頑張っても負けてしまうことも多い。
地区大会は総当り戦で、通常は最後の大会でのみ登場するするめ大学以外の全ての大学と対戦する。2敗すると優勝が不可能になり、強制的に試合をスキップされてしまう。最初の3試合を2勝以上した上で第4試合のあかつき大学（あかつき大学でプレイしている場合はパワフル大学）に勝利（4年生秋は第5試合のするめ大学戦にも勝利）すると優勝である。
春のリーグ戦を優勝しても全国大会には出場できず、全国大会に出場するには秋のリーグ戦を優勝しなければならない。全国大会は2回戦で、4年時の決勝戦は必ず帝王大学戦となる。4年生秋の大会で優勝すると、黒獅子重工とのアマチュア王座決定戦を戦い、優勝すると全国制覇の一枚絵が表示される。
地区大会の試合は地方球場、全国大会およびアマチュア王座決定戦の試合は明治神宮野球場で行われる。

### 使用できる大学
舞台となる六大学のユニフォームはすべて白+大学別の色のパワプロくん風味で統一されている。

#### パワフル大学
最初にプレイできる大学。ユニフォームは白+赤。（『サクセス・レジェンズ』はパワフォー大学（『パワポタ4』）のユニフォーム基調と同じであったが、差別化するように『パワプロ11』のユニフォームに変更された）。
どこにでもあるような平凡な大学。特に変わった特徴は無いが、6大学の中ではあかつき大に次ぎ、2番目に強いという設定になっているため、育成は初心者〜中級者向け。ただ強い選手を作ることを考えれば物足りない傾向がある。
元から仕送りが少なく、普通にプレイしていると借金生活を強いられることになってしまう。大学時代の苦労を味わえる（アルバイトなどで資金のやりくりを行う必要がある）という点で、もっとも現実に近い大学と言える。
敵チームとして登場するときは全体的にバランスの取れたチームになっており、特に守備力が高い。

#### 熱血大学
パワフル大学クリアでプレイ可能。ユニフォームは白+緑。
山間部にあり、野球以外のスポーツ活動が盛んな大学。スカウトも「遠い」と苦情を漏らしている。廃部寸前の野球部に主人公・矢部が入部。部員はその2人しかいなく、勧誘して増やさなければならない。
勧誘方法は直接他の部に出向く方法と、チラシで一般学生を入部させる方法がある。
- 野球部以外の部活は充実しており、サッカー部では足の速い選手、相撲部はパワーが強いなど、勧誘に成功すればいい能力を持った選手を入部させられる。体育会系のクラブに限らず、演劇部、軽音楽部、電脳部など文化系の部からも勧誘が可能。また稀にキャプテンが入部することもあり、その能力は非常に高くイベントが発生すれば特殊能力を入手できることもある。

ただし、相性の悪いキャプテンの組み合わせがあり、喧嘩になった場合、どちらかを退部させなければならない。チームメイト評価が高い場合は両方残すことも可能だが、最悪の場合は両方退部してしまうこともある。
- チラシで帰宅部を勧誘する事もできる。能力は低いが、一度に3・4人入れることも可能なため、2年生の春の大会に出たい場合などに有効。ただし、サクセスレジェンズでは全員1年生で固定になった。
- このほかにもランダムイベントで入部してくれる場合もある（矢部が入部志望者を連れてきたり、他の部のキャプテンが「困ってるときはお互い様だ」と手を貸してくれたりする）。

設定上、サクセスレジェンズでは野手で熱血特有の走肩守の少し高い初期能力が登場し、必然的に最初からキャプテンであって、2年生から試合に出場できるが、2年生の秋までに一勝もできないと廃部なので序盤はかなりシビア。特に勧誘の成否は完全にランダムなうえ、先述の通りキャプテンでも地区大会は7回からの全員操作できないため2年生の秋までは完全に運に依存する。ただし、サクセスレジェンズでは7回からの全員操作が可能になって改善された反面、1試合に時間がかかり面倒になった。つまり主人公の成績に関わらず運が悪ければ2年生の秋で廃部になってしまう。逆に言えば早い段階でキャプテンになれるので序盤を乗り切れば後の育成は楽である。
チームメイトのやる気や評価の管理が非常に重要で、サクセスレジェンズではやる気が試合までわからなくなり、怠ると部員が退部してしまったり、最悪の場合キャプテンを降ろされたりしてしまうため、育成は中級者向け。仕送りも少ないので資金稼ぎのアルバイトも必要。
敵チームとして登場するときは投手の黒木と捕手の黒木が登場している（二人の関連性は不明。サクセス・レジェンズでは捕手の黒木は登場しない代わりに固有勧誘キャラクターの選手が登場している）。基本的に守備が弱く楽に勝てるチームだが、打撃・走塁の能力が高い。さらにサクセスレジェンズでは肩力の能力も高い。

#### 官僚大学
熱血大学クリアでプレイ可能。ユニフォームは白+黒。
勉学において非常に優秀な大学。優秀な大学であり、勉強をしなくてはならない（勉強するごとに不可→可→良→優へと学力が変化）。ただし、サクセスレジェンズでは合宿中では勉強ができなくなっており、勉強ができないと補習に参加させられたり、悪い成績を取り続けると留年して退部させられてしまう（怪我で入院し試験が受けられない場合、追試が用意されているが、追試期間にも入院している場合はかりに必要単位を収得していても留年で退部になる）ため、育成は中級者〜上級者向け。ただあまり野球に興味が無い生徒が多く、主人公がレギュラーになるのは簡単なので、プロになるのも難しくない。さらに親からの仕送りも多いため、保険に入っても利益が出る。
勉強することによって新しい練習をひらめいたり、試験の成績によって練習がレベルアップすることもある。
野球部の傾向として、守備型であり打撃はあまり得意ではない。練習によって得られる経験点も同様であり、パワー型の野手・速球型の投手を育成するのは困難だが、大倉キャプテンのイベントがあるため技巧派ピッチャーや守備型の野手・捕手を作る時は重宝する。
敵チームとして登場する時は変化球を使用するピッチャーが多く、守備力・サクセスレジェンズでは肩力及びコンピュータの操作レベルも高く、能力の低い序盤は意外と苦戦する。一方打撃面はかなり弱い。2年目のみ大倉が選手として登場する。

#### 仏契（ぶっちぎり）大学
官僚大学クリアでプレイ可能。ユニフォームは白+紫。
一昔前の軍国主義のような雰囲気が特徴で、『魁!!男塾』のパロディのような大学。この大学でプレイするときだけカーソル決定音が「押忍！」という男性の声になるという特徴がある。大豪月が監督を務める。
二号生のとき（プレイ開始直後）に大豪月に洗脳されてしまい、主人公の目つきが変わってしまうと共に妨害工作という特殊コマンドを使えるようになる。他校（仏契以外の5大学）に腐った弁当を持っていったり、ニセラブレターを送って能力を下げたりと非道な工作を実行できる（ただし、するめ大学は確実に失敗する）。
また、油風呂（ただし、サクセスレジェンズでは体力が減る）や指立て伏せ、ルームランナーの最後部に刃がグルグル回っているノコギリダッシュなど、危険な練習が揃っている。大豪月の機嫌をとるのが大切で、評価が悪いと犬に追いかけられたり、最悪退部になる場合も。その上、体力の減るイベントが圧倒的に多く怪我を引き起こす確率が高いためタフ度や体力の維持は難しく、大豪月の評価が悪いとキャプテンを降ろされたりしてしまうため、育成は上級者向け。仕送りも少ないので資金稼ぎのアルバイトや野球道具のを売りつける妨害工作も必要。ただし、激ムズな体力やタフ度が減るイベントを克服し大豪月の機嫌を取り高めの評価を維持できれば、相当強い選手を作成することが可能である。
練習では筋力が多く手に入る。また全国大会に優勝し、黒獅子重工に勝利した場合にも特殊能力「威圧感」取得とともにパワーも上がる（野手のみ）のでパワーの高い選手を作るのに適している。
敵チームとして登場するときはパワーが高く一発を狙えるバッター揃いだが、守備レベル及び守備能力はかなり低い。2年目のみ非道が、サクセスレジェンズのするめ大学の選択時を除き4年目のみ大豪月が選手として登場する。また、怪しい人物が野球道具を売りつける妨害工作のイベントや部屋に犬がいる妨害工作のイベントも発生する。サクセスレジェンズでは11月の学園祭で対決する相手が声のみの出演になった。
妨害工作でキャッチャーのサインを盗む選択肢がある関係で、あかつき大学・するめ大学以外でも妨害工作に成功しないとキャッチャーミット移動が見えない。そのため、野手時の予選に関しては他の大学よりプレイヤーの腕が要求される。
リアル系野球ゲームである『THE BASEBALL 2003 バトルボールパーク宣言 パーフェクトプレープロ野球』にも登場するチームである。

#### あかつき大学
仏契大学クリアでプレイ可能。ユニフォームは白+青。
スポーツに力を入れている大学で、猪狩が在学している野球部は6大学で最強を誇る。一軍・二軍・三軍の3つに分かれており、一軍でないと試合に出ることができない。ストーリーは必ず三軍から始まる。一軍は非常に優遇されており、練習もどんどん進化していく。
定期的に行われる入れ替え試験の結果で自分の所属する軍およびスカウトの練習の結果で所属先の球団を決める（最悪退部になってしまう場合や入団しなくなってしまう場合もあるためか、入れ替え試験の日に三軍時に怪我をして入院中だと即退部となってしまう）仏契大学以上の努力主義を誇る大学。
野手はヒットを打ち続けて目標点数まで得点を積み重ねる加点方式で、サクセスレジェンズでは野手1軍残留時の試験でミット移動が見えなくなり、投手は打者を抑え、一定の投球数まで持ち点を保持する減点方式で、サクセスレジェンズでは投手1軍残留時の持ち点が10点となるため、試験の合格条件が元々シビア。その上、サクセスレジェンズでは「そこのお前」の能力がチームメイトの能力の相手になる事もあるため、さらに能力の高い猪狩を相手にしなければならない時もあるためか、スカウトの練習でも能力の高い猪狩を相手にしなければならない場合もあるため一軍維持は難しく、二軍に落ちるとキャプテンを下ろされたりしてしまうため、育成は上級者〜かなりの上級者向け。ただし、激ムズな入れ替え試験を克服し一軍を維持できれば、相当強い選手を作成する事が可能である。ただ熱血大学や仏契大学のような爆発的な強い選手を作ることを考えればちょっと物足りない傾向がある。
他の大学を選ぶと、地方大会の決勝で対戦することになる（この大学に加入すると、決勝は4年秋を除きパワフル大学）。たとえ敵だろうがこの大学に加入しようが当然あらゆる面においてレベルが高く、キャッチャーミット移動も見えない（仏契大学で妨害工作に成功した場合を除く）ため強敵である。また、この大学に加入するとするめ大学以外の大学でもキャッチャーミット移動が見えない。そのため、野手時の予選に関しては他の大学よりプレイヤーの腕が要求される。
『パワプロ11』では全国大会の対戦相手となる（『サクセス・レジェンズ』では『パワプロ11』のユニフォームに変更されている）。

#### するめ大学
あかつき大学クリアでプレイ可能。ユニフォームは白+黄。
6大学最弱とされており、主人公が2年になった年から、4年の最後の大会まで出場を辞退し続けた。主人公が1年生の時には出場していたようだが、全試合コールド負けという結果を出していた。そして集まったチームは体のどこかにアザがある「サダメナイン」と言われる強豪メンバーであり、あかつき・するめ以外の大学を選ぶと4年であかつきが敗北し、あかつき大学の次にするめ大学と勝負をすることになる。
野球部が活動再開した後も山に篭って特訓しているらしく、仏契大学においても妨害工作はできない。
サダメナインには老人のキャプテン「田中まさる」と、パワプロ5で登場した鮫島が所属している。他の選手の能力も固定されており、どの選手も能力はかなり高い。CPUのレベルも相当なものであり、あかつき大学以上の強さを誇る。
プレイヤーがここを選ぶとサダメナインの一員として入部し、予選1回戦、予選2回戦、対あかつき大学・全国決勝戦・対黒獅子重工の全部で5試合をプレイヤーが1回から最後まで操作することになる。また、あかつき大学以外の大学でもキャッチャーミット移動が見えない。そのため、予選に関しては他の大学よりプレイヤーの腕が要求される。負けるとその時点で野球に未練をなくしてゲームオーバー。グラフィックは表示されずテキストのみで話が進んでいく。コマンドも一切存在せず、試合終了後にセーブして終わるかどうか選択するのみである。
メンバーは9人しかおらず、代打・守備交代は出せない。そして控え投手もいないため、変化球や豪速球ばかり投げていると、試合の後半は投手のスタミナが切れてしまうことも多い。そのためプレイヤーは投手のスタミナ配分を考慮する必要がある。
ポイント制で能力を上げることができず、試合の成績に応じて自動で上がっていくシステムであり、練習部分を省き試合のみをこなしていくシステムの原点である。なお「サダメナイン」の元ネタは野球漫画『アストロ球団』。

### 明治神宮大会で登場する大学
カレッジ大学
国際化が進んでいる大学。ウィルソンは強打者だが日本語がおかしい。全国大会の中では、それほど強い相手ではない。
むつご大学
金村6兄弟が登場。六つ子で見分けがつかないことを利用したイカサマを使ってくる。
南国大学
様々な変化球を使いこなすエース、工藤を擁する大学。全体的に走力と守備力が高い。
近代学院大学
エースはシリーズでお馴染みの阿畑。アバタボール19号という変化球を使ってくる。
首都体育大学
豪速球投手の堀と、強打者・野口の所属する大学。体育大学というだけあって、パワーが高い選手が多い。
帝王大学
山口率いる強豪校。『パワプロ11』ではこの大学でサクセスが可能（ただし世代が異なるため、山口は登場しない。また、『サクセス・レジェンズ』では『パワプロ11』のユニフォームに変更されている）。
黒獅子重工株式会社
4年目最後の大会にのみ登場。社会人リーグを勝ち抜いた最強チームで、チーム能力は非常に高い。社長や課長といった、個性的な選手がいる。

### 登場人物

#### 全校共通（するめ大学を除く）
矢部明雄 （外野手、右投右打）
お馴染み、主人公の相棒。ちなみに今作から彼がオタクという一面が発覚し、ガンダーロボが初登場する。パチンコをするイベントで当たりを出すとテーマソングを歌ってくれる（ただしやる気は下がる）。詳細は実況パワフルプロ野球 サクセスモード及び矢部明雄を参照。

#### 全校共通（熱血大学・するめ大学を除く）
江崎 （投手、右投右打）
2つ年下の後輩だが、1年の頃からエースとしてチームを引っ張る実力がある。速球派の投手ではあるが、変化球の切れも良い。月の最終週にはバイトに精を出す。また投手であるがバッティングにも非常に興味があり野手能力も高い。フォーム変更の相談に乗ってくれるイベントがあり、野手の場合は非常にギャンブル性の高いフォームチェンジを試すことが出来る。後に『パワプロ11』で再登場。
豆山 （二塁手、右投右打）
2つ年下の後輩。金に細かく、ラーメンなどをおごらないと相談に乗らない。時には危ないバイトを紹介したりする。ちょこまかしたプレーができる2番バッタータイプ。江崎や熊谷は『パワプロ11』で再登場しているが、豆山は登場しなかった。
熊谷 （捕手、右投右打）
3つ年下の後輩で、主人公の同じアパートで暮らす。のんびりした性格で、練習をもう少し楽にないかと言ってきたりと至ってマイペース。特殊変化球（スライダー・カーブ・フォーク・シンカー（スクリュー）・シュートの基本5種以外のHスライダーやSFFなどの変化球のことであって『パワプロ7』から登場したオリジナル変化球のことではない）の習得の手伝いをしてくれたりする。後に『パワプロ11』で再登場。

#### パワフル大学 あかつき大学共通
猿橋 （遊撃手 右投右打）
2つ上のキャプテン。作品中では相談してもゲームの進行をアドバイスするだけしかないキャラクターである。
椿本 （三塁手、右投右打）
1つ上の先輩で猿橋が引退した後のキャプテン。最初の頃は相談に行くとランニングに行ってしまい、話にも乗ってくれないが、ランニングについて行けたら守備などの相談にのってもらえ、コンバートを提案したり、守備練習のレベルを上げたりしてくれる。夏合宿の地獄の特訓「サマービーチスペシャル」をやたらとやりたがるが猿橋や猪狩にたびたび止められる。
「サマービーチスペシャル」はゲーム中ではパワフル大学3年生のときのみ実施される可能性がある。その内容は浜辺でダッシュとノックを300セット繰り返すというもので、主人公が1年生の時にも実施されている。しかし、「ケガ人が続出した」と猿橋が皮肉を漏らし、椿本本人も「合宿後に当時の1年生はほとんどが野球部を辞めてしまい、残ったのは主人公と矢部を含む数人だけ」と発言、果てに注釈欄にも「疲れるだけであまり効果はない」と書かれている（実際効率はかなり悪い。合宿直前に豆山に相談する事で回避する事も可能）。また猪狩によると、「サマービーチスペシャル」は監督の許可を貰わず椿本の独断で実施されたようである。

#### 熱血大学
勝 （投手、右投右打）
3つ上の先輩。主人公1年生時のキャプテン兼監督。サクセス開始直後、主人公に野球部を任せてすぐに引退するため、非常に影が薄い。たとえ黒獅子重工に勝ち日本一になっても姿は現さない。『パワプロ10超決定版』で再登場、スカウトが可能。
黒木　（投手、右投右打）
主人公と同級生。勧誘で入部してくれるキャラクターの一人。陸上部所属で砲丸投げの日本記録を持つ選手であったが主人公の熱意に負け、野球部に入る。砲丸投げで鍛えた肩から放たれる速球と驚異的なスタミナを武器とする。『パワプロ10超決定版』でも登場する。
対戦相手としては2年から全ての大会に参加するが、味方時とは使える変化球が異なるなど能力が若干異なっている。

#### 官僚大学
大倉章（二塁手、右投右打）
2つ上の先輩でキャプテン。議員の息子。監督が野球に関心が無く、自分でレギュラーを決めている。主人公が「プロを目指している」と話すとなれるかどうか楽しみになり、ノックや、送球練習をしてくれるようになる。相談するとランダムで特殊イベントが発生し、3回イベントを発生させてから引退直前の10月4週に相談すると、「野球偉人伝」を主人公に授ける。捕手だとキャッチャー◎、投手だとリリース○、牽制○、特殊変化球が取得できる。
実は官僚大学に裏口入学をしている。「人生は常に勝者が敗者を管理して成り立つ」という持論であったが、それは監督に弱味を握られ利用され続けた事で、野球への情熱を失いかけていたためである。最終的には主人公に本当は野球が好きと言う事を見抜かれ「勝ち負けだけが人生じゃない。自分の進路なんてどうなっても構わないが貴方もただじゃすまされない」と監督と決別。卒業後、一流企業への就職を断り草野球をやっている。

#### 仏契大学
大豪月
仏契大で絶対的な権力を持つ人物。詳細は実況パワフルプロ野球 サクセスモード及び大豪月を参照。
非道 （捕手兼投手、右投右打）
2つ上の先輩。辮髪姿で、根性主義者。仏契大学死天王の一人だが、他の三人はいないらしい（パワプロ10超決定版）。見た目はやや悪人面だが後輩思いの先輩で、主人公が相談すると弱気、恋の病などのマイナス能力を除去してくれる。卒業後は仏契大学院へ進学した。

#### あかつき大学
猪狩守（投手、左打左投）
お馴染みのライバル。詳細は実況パワフルプロ野球 サクセスモード及び猪狩守を参照。

#### するめ大学
田中まさる
キャプテン。年齢は85歳。黒獅子重工戦に勝利すると正体がわかる。
鮫島粂太郎
前作『パワプロ5』で主人公の1つ上の先輩として登場したサダメナインのひとり。

#### 彼女候補
南春菜
パワフル大、熱血大、あかつき大の野球部マネージャー。彼女候補の一人。
黒沢愛
仏契大の野球部マネージャー。ヤンキー風の生徒。男勝りで乱暴な性格だが、本人はそれを酷く気にしている。プレゼントは鉄アレイ。
雨宮冬美
主人公の通う大学のミスコンでグランプリになったため、周囲には常に人ごみができる。
鬼塚真夏
ガングロのコギャルで、主人公にたかってくることがある。付き合っているだけでどんどん所持金を吸い取られていくが、誕生日に投手向けの貴重なアイテムをくれることがある。浪速から借金をして破産するイベントがある。
白川千秋
金持ちのお嬢様だが、合コンに参加するなど庶民的な面もある。攻略本では白石と表記されている。彼女にすると父親からお金をもらえる場合もある。
加藤京子
パワプロシリーズのレギュラーキャラクター。本作では彼女候補だが、ダイジョーブ博士の強化手術に失敗し、なおかつあるイベントを発生させて初めてデートできるようになる。
大半のプレイヤーはダイジョーブ博士の強化手術に失敗したらリセットする上、全て低確率のランダムイベントなので出会う事すら難しい、歴代最難関の超レア彼女候補。
詳細は実況パワフルプロ野球 サクセスモードを参照。
矢部徳子
保険の勧誘員であり、矢部の姉。「パワプロ2010」では娘がいることが矢部から明言され、「パワプロ2013」ではやんす口調が移らないように実家に帰ることを控えていたことが判明。

#### その他
裏口徹
官僚大の野球部マネージャー。眼鏡をかけた男子生徒。タロット占いや「宇宙物理学」という学問に凝っている。主人公曰く「話すだけで疲れる奴」。しかし時折大学のアイドルの話をしたり、特殊変化球を投げる方法を見つけてきたり、主人公には有益をもたらすこともある。
吹雪
大豪月が飼っている土佐犬。仏契大にのみ登場。非常に獰猛で主人公を追いかけまわした挙句に、噛み付いてくることも。
加山
パワフル大野球部監督。昼行灯だが実はあかつき大出身の元プロ野球選手。肘に爆弾を抱えたために引退した。
熱血大野球部部長
ゲーム開始直後に野球部の廃部を通告する。1勝もしなければ問答無用で廃部にするくせに、全国制覇をした場合には廃部通告はでまかせの発言だったということにするなどご都合主義な男。
内角
官僚大野球部監督。学長の座を狙っており、成績不振の野球部を廃部にしようとする。しかし野球部の調子が良くなると急に態度を覆す。大倉の裏口入学を手助けし、大倉を利用し続けたが、最後は大倉の捨て身の反逆に遭う。家では立場が低く味噌汁の具のことで喧嘩をしている。
梅田
あかつき大野球部監督。性格はとても怖く怒りっぽく冷徹で厳格でかなり短気。
横森くるみ
神社で練習しているとたまに現れる女の子。彼女評価が上がるテキストが表示されるが彼女にはならない。告白すると
父の仕事の都合で急にアメリカに引っ越すと言い残し、主人公の目の前から消えてしまう（サヨナラ男を獲得する）イベントが発生するが、見るのは非常に困難である。後の交通事故イベントで主人公へ「気をつけて…」という囁きで救うイベントがある。
母ちゃん
主人公の母親。割烹着がトレードマーク。
影山スカウト
パワプロシリーズでおなじみのプロのスカウト。
浪速
幸福金融の社員。強面と関西弁が特徴。融資してもらった場合は毎月取り立てにくるだけでなく、デートに乱入したり、監督の評価を下げたりと非常に厄介な人物。借金が100万円以上になってしまうとゲームオーバーになってしまう。終盤では幸福金融を廃業しており、何も知らず金を借りに来た主人公に謝罪をしている。

## エピソード
- 開発当初、大学編の案について前作が高校編だったから次が大学というのは安直で、高校野球に比べ、インパクトが弱いということで却下されていた。そして主人公が野球を反対する父親から逃げながら野球をする放浪編や宇宙編という奇抜なサクセスにしようとしてかなりの線まで進んでいたようだが、「面白くない」という理由で却下され、結局大学編を製作することに至った。
- ミニゲームを搭載する予定があった。候補の一つして3Dスティックとボタンでギターを弾くゲームが挙げられていた。後に同システムの『ギターフリークス』が発売される。却下された理由は「野球ゲームを作っていたから」。
  - なお、本作と同年に1作目が発売された、ミニゲームと奇抜なサクセスを収録したパワプロクンポケットシリーズはのちに、野球と関係の薄いミニゲームとサクセスを搭載した新ジャンル「野球バラエティ」を実現する（詳細は項目参照）。『パワプロ10』以降のサクセスでは、テキストベースのミニゲーム『モグラとモゲラ』がプレイできる。
- ドラマティックペナントは『パワプロ5』から搭載するつもりだったが、間に合わなかった。
- 仏契大学は『魁!!男塾』のオマージュ。また、借金システムは『ナニワ金融道』。
- お金の概念など、様々な機能が追加されたのは製作者が大学で必死に野球で打ち込んだ思い出があまりなく、代わりに生活感を出そうと思ったから。
- 地区予選リーグ戦での試合BGMは『侍ジャイアンツ』のOPをイメージした曲。

## ドラマティックペナント
本作から導入された普通の日程を消化するだけのペナントと別に作られた新しいペナントである。『'99開幕版』にもほぼ同内容で搭載されている。

### キャンプ
- このモードでは説明役として「コーチさん」が登場する。大きな口が付いており、パワプロのキャラクターの中でも異彩を放っている。
- 基本設定を決めたあと、2月のキャンプから始める。
  - キャンプの内容は、投手、捕手、内野手、外野手の4つに分かれてそれぞれの練習メニューを決める。
  - 練習メニューは多数用意されており、細かく決めることが出来る。メニューの中には通常の練習とは別に選手を指定する特訓メニューや焼き肉（第6クールのみ）といったユニークなメニューも存在する。
- これを全部で6クール繰り返す（第1クールは選べないメニューもある）。計画的にメニューを組むことができれば、選手の能力をワンランク程度アップさせることが可能であり、さらに開幕戦を全員絶好調で迎えられることができるが、あまりハードなメニューを組むと選手は怪我をしてしまい、能力が成長しなかったり、調子が悪いまま開幕戦をプレイしなければならない。
- キャンプが終了したらその後は野手と投手の起用方を設定し、開幕を迎える。その後は普通のペナントと大差が無い（コーチがアドバイスする程度）。
- 本作のキャンプは非常に細かく作られ過ぎているため、ペナントレース開幕までかなりの時間を要し、またキャンプを途中で切り上げることもできない。

### 備考
- 『実況パワフルプロ野球2000』にもドラマティックペナントが搭載されているが、キャンプの練習メニュー設定などはなく、メンバー編成を決定する程度である。
- 『実況パワフルプロ野球2001』ではサクセスモード（2001での名称は「サクセスロード」）の要領で選手が育成できるようになった。キャンプ中には1軍選手全員の育成が可能だが、特定選手のみを育成するだけで切り上げることも可能。
- 『実況パワフルプロ野球8』以降のペナントのキャンプはここまで細かく作られておらず、ただメニューアイコンで各選手の練習メニューを1回選んで終了となっている。